# Grand Prix at Road America 2023
Der Grand Prix at Road America (offiziell Sonsio Grand Prix at Road America) auf dem Kurs Road America fand am 18. Juni 2023 statt und ging über eine Distanz von 55 Runden à 6,460 km. Es war der achte Lauf zur IndyCar Series 2023.

## Bericht
Von Unfällen und Drehern geprägt waren die freien Trainings und die Qualifikation am Samstag. Im zweiten freien Training übersah Romain Grosjean (Andretti Autosport) seinen Konkurrenten Will Power (Team Penske) und drückte diesen bei hoher Geschwindigkeit von der Strecke. Nur mit Mühe konnte Power sein Auto wieder auf die Straße lenken. Später in der Session kam es dann für Power noch schlimmer. Scott Dixon (Chip Ganassi Racing) war langsam unterwegs nach einem Dreher. Plötzlich zieht Dixon sein Auto auf die Ideallinie, wo Power mit hoher Geschwindigkeit heranfährt. Ein heftiger Unfall war die Folge, bei dem glücklicherweise beide Fahrer unverletzt blieben. Das Power daraufhin nicht auf Dixon los ging, war vor allem den Streckenposten zu verdanken. Später entschuldigte sich Dixon bei Power für seinen Fehler.
Zum ersten Mal in der laufenden Saison startete Colton Herta (Andretti Autosport) aus der Pole Position, er bog nach dem Start als erster in die Kurve. Herta ließ sich die meisten Führungsrunden notieren, musste gegen Ende des Rennens aber Alex Palou (Chip Ganassi Racing) vorbeilassen. Da Herta Kraftstoff sparen musste, zogen weitere Konkurrenten an ihm vorbei, er wurde schlussendlich auf dem fünften Rang gewertet. Palou baute seinen Vorsprung auf Marcus Ericsson (Chip Ganassi Racing) auf 74 Punkte aus in der Meisterschaft. Dahinter folgte Josef Newgarden (Team Penske), der Rang zwei belegte im Rennen. Das Siegerpodest komplementierte Pato O’Ward im Arrow McLaren SP. Der Andretti Autosport Fahrer Romain Grosjean startete nach Problemen im Qualifying von Position 19 aus. In der 12. Runde löste Grosjean eine der insgesamt vier Gelbphasen aus, als er nach einem Fahrfehler von der Streckensicherung aus einem Kiesbett befreit werden musste. Grosjean wurde 25. mit einer Runde Rückstand.

## Meldeliste
| Startnummer | Fahrer              | Team                                 | Motor     |
| ----------- | ------------------- | ------------------------------------ | --------- |
| 2           | Josef Newgarden     | Team Penske                          | Chevrolet |
| 3           | Scott McLaughlin    | Team Penske                          | Chevrolet |
| 5           | Patricio O’Ward     | Arrow McLaren SP                     | Chevrolet |
| 06          | Hélio Castroneves   | Meyer Shank Racing                   | Honda     |
| 6           | Felix Rosenqvist    | Arrow McLaren SP                     | Chevrolet |
| 7           | Alexander Rossi     | Arrow McLaren SP                     | Chevrolet |
| 8           | Marcus Ericsson     | Chip Ganassi Racing                  | Honda     |
| 9           | Scott Dixon         | Chip Ganassi Racing                  | Honda     |
| 10          | Alex Palou          | Chip Ganassi Racing                  | Honda     |
| 11          | Marcus Armstrong    | Chip Ganassi Racing                  | Honda     |
| 12          | Will Power          | Team Penske                          | Chevrolet |
| 14          | Santino Ferrucci    | A. J. Foyt Racing                    | Chevrolet |
| 15          | Graham Rahal        | Rahal Letterman Lanigan Racing       | Honda     |
| 18          | David Malukas       | Dale Coyne Racing / HMD Motorsports  | Honda     |
| 20          | Ryan Hunter-Reay    | Ed Carpenter Racing                  | Chevrolet |
| 21          | Rinus VeeKay        | Ed Carpenter Racing                  | Chevrolet |
| 26          | Colton Herta        | Andretti Autosport / Curb-Agajanian  | Honda     |
| 27          | Kyle Kirkwood       | Andretti Autosport                   | Honda     |
| 28          | Romain Grosjean     | Andretti Autosport                   | Honda     |
| 29          | Devlin DeFrancesco  | Andretti Steinbrenner Autosport      | Honda     |
| 30          | Jack Harvey         | Rahal Letterman Lanigan Racing       | Honda     |
| 45          | Christian Lundgaard | Rahal Letterman Lanigan Racing       | Honda     |
| 51          | Sting Ray Robb      | Dale Coyne Racing / Rick Ware Racing | Honda     |
| 55          | Benjamin Pedersen   | A. J. Foyt Racing                    | Chevrolet |
| 60          | Simon Pagenaud      | Meyer Shank Racing                   | Honda     |
| 77          | Callum Ilott        | Juncos Hollinger Racing              | Chevrolet |
| 78          | Agustín Canapino    | Juncos Hollinger Racing              | Chevrolet |

## Klassifikationen

### Freies Training 1
| Pos. | Nr. | Fahrer          | Team                                | Motor     | Zeit       |
| ---- | --- | --------------- | ----------------------------------- | --------- | ---------- |
| 1    | 7   | Alexander Rossi | Arrow McLaren SP                    | Chevrolet | 01:41.7790 |
| 2    | 18  | David Malukas   | Dale Coyne Racing / HMD Motorsports | Honda     | 01:41.8652 |
| 3    | 10  | Alex Palou      | Chip Ganassi Racing                 | Honda     | 01:41.9486 |

### Freies Training 2
| Pos. | Nr. | Fahrer           | Team                                | Motor     | Zeit       |
| ---- | --- | ---------------- | ----------------------------------- | --------- | ---------- |
| 1    | 7   | Alexander Rossi  | Arrow McLaren SP                    | Chevrolet | 01:40.9112 |
| 2    | 26  | Colton Herta     | Andretti Autosport / Curb-Agajanian | Honda     | 01:41.0584 |
| 3    | 6   | Felix Rosenqvist | Arrow McLaren SP                    | Chevrolet | 01:41.2572 |

### Qualifying
| Pos. | Nr. | Fahrer              | Team                                 | Motor     | Zeit       | Zeit       | Zeit       | Zeit       | Startplatz |
| Pos. | Nr. | Fahrer              | Team                                 | Motor     | Q1         | Q1         | Q2         | Q3         | Startplatz |
| Pos. | Nr. | Fahrer              | Team                                 | Motor     | Gruppe 1   | Gruppe 2   | Q2         | Q3         | Startplatz |
| ---- | --- | ------------------- | ------------------------------------ | --------- | ---------- | ---------- | ---------- | ---------- | ---------- |
| 1    | 26  | Colton Herta        | Andretti Autosport / Curb-Agajanian  | Honda     | 01:40.5881 | N/A        | 01:40.5476 | 01:40.1945 | 1          |
| 2    | 5   | Pato O’Ward         | Arrow McLaren SP                     | Chevrolet | N/A        | 01:40.9158 | 01:40.9393 | 01:40.3643 | 2          |
| 3    | 10  | Alex Palou          | Chip Ganassi Racing                  | Honda     | N/A        | 01:41.2868 | 01:40.5572 | 01:40.4930 | 3          |
| 4    | 2   | Josef Newgarden     | Team Penske                          | Chevrolet | 01:41.3132 | N/A        | 01:40.9716 | 01:40.9530 | 4          |
| 5    | 7   | Alexander Rossi     | Arrow McLaren SP                     | Chevrolet | N/A        | 01:41.1788 | 01:40.9948 | 01:41.1854 | 5          |
| 6    | 27  | Kyle Kirkwood       | Andretti Autosport                   | Honda     | 01:41.4400 | N/A        | 01:40.9322 | No Time    | 6          |
| 7    | 45  | Christian Lundgaard | Rahal Letterman Lanigan Racing       | Honda     | N/A        | 01:41.0125 | 01:41.0480 | N/A        | 7          |
| 8    | 11  | Marcus Armstrong    | Chip Ganassi Racing                  | Honda     | N/A        | 01:41.0682 | 01:41.1737 | N/A        | 8          |
| 9    | 8   | Marcus Ericsson     | Chip Ganassi Racing                  | Honda     | N/A        | 01:41.2830 | 01:41.2202 | N/A        | 9          |
| 10   | 55  | Benjamin Pedersen   | A. J. Foyt Racing                    | Chevrolet | 01:41.2255 | N/A        | 01:41.4989 | N/A        | 10         |
| 11   | 14  | Santino Ferrucci    | A. J. Foyt Racing                    | Chevrolet | 01:41.4723 | N/A        | 01:41.6314 | N/A        | 11         |
| 12   | 29  | Devlin DeFrancesco  | Andretti Steinbrenner Autosport      | Honda     | 01:41.2443 | N/A        | 01:41.8277 | N/A        | 12         |
| 13   | 18  | David Malukas       | Dale Coyne Racing / HMD Motorsports  | Honda     | 01:41.5204 | N/A        | N/A        | N/A        | 13         |
| 14   | 15  | Graham Rahal        | Rahal Letterman Lanigan Racing       | Honda     | N/A        | 01:41.5121 | N/A        | N/A        | 14         |
| 15   | 21  | Rinus VeeKay        | Ed Carpenter Racing                  | Chevrolet | 01:41.7420 | N/A        | N/A        | N/A        | 15         |
| 16   | 6   | Felix Rosenqvist    | Arrow McLaren SP                     | Chevrolet | N/A        | 01:41.5823 | N/A        | N/A        | 16         |
| 17   | 77  | Callum Ilott        | Juncos Hollinger Racing              | Chevrolet | 01:41.8005 | N/A        | N/A        | N/A        | 17         |
| 18   | 3   | Scott McLaughlin    | Team Penske                          | Chevrolet | N/A        | 01:41.7005 | N/A        | N/A        | 18         |
| 19   | 28  | Romain Grosjean     | Andretti Autosport                   | Honda     | 01:41.8529 | N/A        | N/A        | N/A        | 19         |
| 20   | 60  | Simon Pagenaud      | Meyer Shank Racing                   | Honda     | N/A        | 01:41.7257 | N/A        | N/A        | 20         |
| 21   | 78  | Agustín Canapino    | Juncos Hollinger Racing              | Chevrolet | 01:41.9247 | N/A        | N/A        | N/A        | 21         |
| 22   | 12  | Will Power          | Team Penske                          | Chevrolet | N/A        | 01:41.9275 | N/A        | N/A        | 22         |
| 23   | 9   | Scott Dixon         | Chip Ganassi Racing                  | Honda     | 01:42.2745 | N/A        | N/A        | N/A        | 23         |
| 24   | 30  | Jack Harvey         | Rahal Letterman Lanigan Racing       | Honda     | N/A        | 01:41.9329 | N/A        | N/A        | 24         |
| 25   | 51  | Sting Ray Robb      | Dale Coyne Racing / Rick Ware Racing | Honda     | 01:42.6862 | N/A        | N/A        | N/A        | 25         |
| 26   | 06  | Hélio Castroneves   | Meyer Shank Racing                   | Honda     | N/A        | 01:42.0399 | N/A        | N/A        | 26         |
| 27   | 20  | Ryan Hunter-Reay    | Ed Carpenter Racing                  | Chevrolet | N/A        | 01:44.1738 | N/A        | N/A        | 27         |

### Endergebnis
| Pos. | Nr. | Fahrer              | Team                                 | Motor     | Runden | Zeit/Rückstand | Boxenstopps | Startplatz | Führungsrunden | Punkte |
| ---- | --- | ------------------- | ------------------------------------ | --------- | ------ | -------------- | ----------- | ---------- | -------------- | ------ |
| 1    | 10  | Alex Palou          | Chip Ganassi Racing                  | Honda     | 55     | 1:50:04.6640   | 3           | 3          | 10             | 51     |
| 2    | 2   | Josef Newgarden     | Team Penske                          | Chevrolet | 55     | 4.5610         | 3           | 4          |                | 40     |
| 3    | 5   | Pato O’Ward         | Arrow McLaren SP                     | Chevrolet | 55     | 6.7549         | 3           | 2          |                | 35     |
| 4    | 9   | Scott Dixon         | Chip Ganassi Racing                  | Honda     | 55     | 6.9718         | 4           | 23         |                | 32     |
| 5    | 26  | Colton Herta        | Andretti Autosport / Curb-Agajanian  | Honda     | 55     | 10.9328        | 3           | 1          | 33             | 34     |
| 6    | 8   | Marcus Ericsson     | Chip Ganassi Racing                  | Honda     | 55     | 11.5208        | 3           | 9          |                | 28     |
| 7    | 45  | Christian Lundgaard | Rahal Letterman Lanigan Racing       | Honda     | 55     | 15.8835        | 3           | 7          |                | 26     |
| 8    | 3   | Scott McLaughlin    | Team Penske                          | Chevrolet | 55     | 16.2822        | 3           | 18         |                | 24     |
| 9    | 27  | Kyle Kirkwood       | Andretti Autosport                   | Honda     | 55     | 17.5480        | 4           | 6          |                | 22     |
| 10   | 7   | Alexander Rossi     | Arrow McLaren SP                     | Chevrolet | 55     | 19.6371        | 3           | 5          |                | 20     |
| 11   | 15  | Graham Rahal        | Rahal Letterman Lanigan Racing       | Honda     | 55     | 21.4730        | 3           | 14         |                | 19     |
| 12   | 21  | Rinus VeeKay        | Ed Carpenter Racing                  | Chevrolet | 55     | 22.1054        | 4           | 15         |                | 18     |
| 13   | 12  | Will Power          | Team Penske                          | Chevrolet | 55     | 25.6694        | 7           | 22         | 7              | 18     |
| 14   | 60  | Simon Pagenaud      | Meyer Shank Racing                   | Honda     | 55     | 31.4292        | 3           | 20         |                | 16     |
| 15   | 06  | Hélio Castroneves   | Meyer Shank Racing                   | Honda     | 55     | 33.6232        | 4           | 26         |                | 15     |
| 16   | 14  | Santino Ferrucci    | A. J. Foyt Enterprises               | Chevrolet | 55     | 34.3000        | 3           | 11         |                | 14     |
| 17   | 20  | Ryan Hunter-Reay    | Ed Carpenter Racing                  | Chevrolet | 55     | 42.4660        | 4           | 27         |                | 13     |
| 18   | 77  | Callum Ilott        | Juncos Hollinger Racing              | Chevrolet | 55     | 42.9535        | 3           | 17         |                | 12     |
| 19   | 78  | Agustín Canapino R  | Juncos Hollinger Racing              | Chevrolet | 55     | 44.8009        | 4           | 21         |                | 11     |
| 20   | 6   | Felix Rosenqvist    | Arrow McLaren SP                     | Chevrolet | 55     | 49.0897        | 4           | 16         |                | 10     |
| 21   | 55  | Benjamin Pedersen R | A. J. Foyt Racing                    | Chevrolet | 55     | 51.9763        | 4           | 10         |                | 9      |
| 22   | 51  | Sting Ray Robb R    | Dale Coyne Racing / Rick Ware Racing | Honda     | 55     | 1:09.6654      | 4           | 25         |                | 8      |
| 23   | 29  | Devlin DeFrancesco  | Andretti Steinbrenner Autosport      | Honda     | 55     | 1:23.6408      | 4           | 12         |                | 7      |
| 24   | 11  | Marcus Armstrong R  | Chip Ganassi Racing                  | Honda     | 54     | 1 Rd.          | 4           | 8          | 5              | 7      |
| 25   | 28  | Romain Grosjean     | Andretti Autosport                   | Honda     | 54     | 1 Rd.          | 5           | 19         |                | 5      |
| 26   | 30  | Jack Harvey         | Rahal Letterman Lanigan Racing       | Honda     | 54     | 1 Rd.          | 7           | 24         |                | 5      |
| 27   | 18  | David Malukas       | Dale Coyne Racing / HMD Motorsports  | Honda     | 24     | Defekt         | 2           | 13         |                | 5      |

R=Rookie / 4 Gelbphase für insgesamt 10 Rd.

## Führungsrunden
| Fahrer           | Team                | Anzahl |
| ---------------- | ------------------- | ------ |
| Colton Herta     | Andretti Autosport  | 33     |
| Alex Palou       | Chip Ganassi Racing | 10     |
| Will Power       | Team Penske         | 7      |
| Marcus Armstrong | Chip Ganassi Racing | 5      |